# Eli Cohen (personnalité politique)
Eli Cohen, né le 3 octobre 1972 à Holon, est un homme politique israélien. Ancien ministre de l'Économie et du Renseignement, il est promu ministre des Affaires étrangères dans le gouvernement Netanyahou VI le 29 décembre 2022. Le 1er janvier 2024, il est ensuite désigné ministre de l'Énergie.
Il s'est auparavant distingué par son rôle essentiel dans la normalisation des relations entre Israël et plusieurs pays arabes et africains majoritairement musulmans, ayant notamment dirigé la première délégation officielle israélienne à Khartoum dans la foulée de la normalisation entre l'État hébreu et le Soudan.
Eli Cohen a également servi dans l’armée de l’Air, atteignant le grade de major.
En février 2023, Eli Cohen se rend de nouveau au Soudan, cette fois en tant que chef de la Diplomatie israélienne, où il rencontre son homologue Ali al-Sidiq ainsi que le général Abdel Fattah al-Burhane, chef de facto du pays depuis son putsch le 25 octobre 2021. Ces trois personnalités politiques se mettent d'accord pour « avancer vers une normalisation des relations » et discutent de « projets possibles de coopération » dans des domaines variés comme la sécurité, l'agriculture, l'énergie, la santé, l'eau et l'éducation.
En août 2023, Cohen est largement critiqué, pour avoir révélé officiellement la tenue d’une rencontre avec la ministre libyenne des Affaires étrangères Najla El Mangoush. Les personnalités de l’opposition ont décrié une erreur de jugement « irresponsable », le faux-pas « d’un amateur » et des sources gouvernementales ont estimé qu’il avait causé de graves dégâts dans la diplomatie israélienne.